# Caidu Cã
Caidu (em russo: Хайду; romaniz.: Khaidu) foi um nobre mongol do século XI, filho de Cachi-Culugue e sua esposa Nomolum. Era pai de Xinguecor, Characai e Cabul. De acordo com a História Secreta dos Mongóis, sua mãe foi morta pelos jalaires, e ele se vingou atacando-os. Para Christoph Baumer, isso foi o movimento que permitiu a fundação da confederação Camague Mongol.